# 阿斯彭谷 (加利福尼亞州)
阿斯彭谷（英語：Aspen Valley）是位於美國加利福尼亞州圖奧勒米縣的一個非建制地區。該地的面積和人口皆未知。

## 地理
阿斯彭谷的座標為37°49′39″N 120°46′17″W / 37.82750°N 120.77139°W，而該地的平均海拔高度為1878米（即6161英尺）。